# Iwakuni

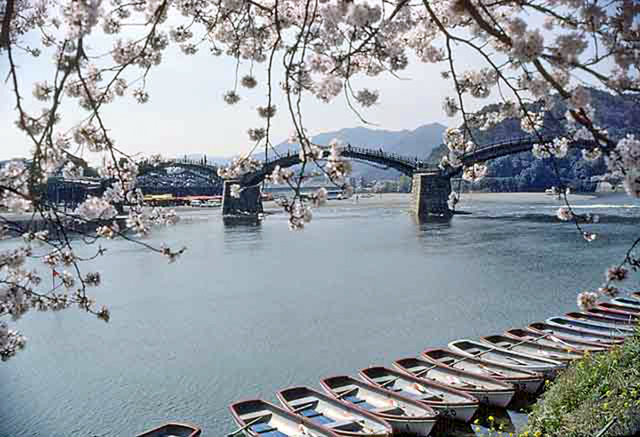
Le pont Kintai au temps des cerisiers.

Iwakuni (岩国市, Iwakuni-shi) est une ville située dans la préfecture de Yamaguchi, au Japon.

## Géographie

### Démographie
En 2003, la population d'Iwakuni s'élevait à 104 647 habitants, et sa superficie était alors de 221,16 km2, soit densité de population de 473 hab./km2. Le 20 mars 2006, la ville a absorbé les bourgs et villages du district voisin de Kuga suivants : Hongō, Kuga, Mikawa, Miwa, Nishiki, Shūtō et Yū. Ainsi, la superficie de la ville s'est établie à 873,78 km2 pour une population, au 1er mars 2010, de 144 225 habitants (densité de population de 165 hab./km2). Lors du recensement national de 2015, la population d'Iwakuni était de 136 757 habitants.

## Histoire
Iwakuni était autrefois une cité fortifiée du fief féodal d'Iwakuni. Le château, reconstruit et se trouvant au sommet d'une colline, est un témoignage de l'héritage de la ville. Le clan Kikkawa dirigea le domaine féodal durant la période Edo. Le fief fut, à l'origine, évalué à trente mille koku, puis à soixante mille.

## Économie
Les principales industries d'Iwakuni sont la production de fibres, la filature, la pétrochimie, le papier et la pâte à papier. Le renkon (racine de lotus) est le produit agricole principal.

## Transports
La gare de Shin-Iwakuni sur la ligne Shinkansen Sanyō permet un accès au Shinkansen.
La gare d'Iwakuni sur la ligne principale Sanyō est au centre de la ville. Les autres gares sur cette ligne sont Minami-Iwakuni, Fujio et Michizu. La ligne Gantoku relie la gare d'Iwakuni à Shunan et dessert les gares de Nishi-Iwakuni, Kawanishi et Katsurano.
La ligne privée Nishikigawa Seiryū a 13 arrêts dans la ville, dont Kawanishi.
L'autoroute Sanyo relie Iwakuni au reste du Japon. Les routes nationales 2, 187, 188 et 189 servent au trafic local.

## Culture locale et patrimoine
L'attraction principale d'Iwakuni est l'ancien pont Kintai, doté de cinq arches en bois.

## La base aérienne du Corps des Marines
La Marine Corps Air Station Iwakuni est une base aérienne du United States Marine Corps. Cet aéroport avancé sert le quartier général de la première escadre aérienne du corps des Marines. Il héberge à la fois des F/A-18 Hornet et des AV-8B Harrier II. Ces avions peuvent se déployer dans le Sud-Est asiatique. Des unités de la force aérienne japonaise et la force aérienne des États-Unis y sont également déployées.

## Personnalité
- Naoto Tajima (1912-1990), champion olympique et recordman du monde du triple saut, est né à Iwakuni.
- Matt K. Heafy, guitariste et chanteur américano-japonais du groupe de metalcore américain Trivium, est né à Iwakuni en 1986.